# Петър Андоновски
Петър Андоновски (на македонска литературна норма: Петар Андоновски) е северомакедонски преводач, поет и писател на произведения в жанра драма и лирика.

## Биография и творчество
Петър Андоновски е роден на 27 януари 1987 г. в Куманово, Социалистическа република Македония, Югославия. Завършил обща и сравнителна литература във Филологическия факултет „Блаже Конески“ на университета „Св.св. Кирил и Методий“ в Скопие.
Пише като резидент писател в Австрия, Босна и Херцеговина, Косово и Черна гора. Прави преводи от гръцки език. Работи в издателство „Полица“.
Първата му книга, поетичният сборник „Ментален простор“, е издадена през 2008 г.
Първият му роман „Очи с цвят на обувки“ е издаден през 2013 г. Главната героиня Ема е учителка по литература, която заради деспотичния си баща генерал, е развила мания по чистите мъжки обувки и следенето на такива лица. Но един ден попада на писателя Нестор, който е бил определен от комунистическата власт като дисидент и несправедливо осъден на шест години затвор развивайки параноя от тайните служби. Съдбата сблъсква двамата и ситуацията излиза извън контрол. Романът е номиниран за „Роман на годината“ на „Утрински вестник“.
През 2015 г. публикува второто си произведение, романа „Тялото, в което трябва да се живее “. Главната героиня, 60-годишната съдийка Бригита, трябва да вземе решение по най-тежкото дело за тридесетгодишния ѝ стаж в съда, а на подсъдимата скамейка е два пъти по-млад от нея мъж, изнасилил и убил приятелката си. Решението ѝ по това дело е повод да преосмисли живота си и да намери сили за намиране на промяна. Книгата получава наградата „Роман на годината“ на „Утрински вестник“ за 2015 г.
През 2018 г. е издаден романът му „Страх от варвари“. Няколко дни след падането на Берлинската стена, трима чужденци (двама мъже и жена) пристигат в малкия най-южния гръцки остров Гавдос, където живее малка изолирана общност. Новодошлата Оксана споделя историята за бягството си от Чернобилската катастрофа и Украйна, и смъртта на партньора си Евгени, страха от несигурното си бъдеще, а този страх е споделен и от местна Пенелопа, отраснала и образована в манастир, която попада в капан в нещастен брак на острова. Книгата получава наградата за литература на Европейския съюз за 2020 г.

## Произведения

### Самостоятелни романи
- Очи со боја на чевли (2013)
Очи с цвят на обувки, изд.: ИК „Персей“, София (2016), прев. Димо Бонев
- Телото во кое треба да се живее (2015)
Тялото, в което трябва да се живее, изд.: ИК „Персей“, София (2020), прев.
- Страва од варвари (2018)
- Лето во кое те нема (2020)[2][5]

### Поезия
- Ментален простор (2008)